# Ново Село (Куманово)
Ново Село (мкд. Ново Село) је насеље у Северној Македонији, у северном делу државе. Ново Село припада општини Куманово.
Ново Село има велики значај за српску заједницу у Северној Македонији, пошто Срби чине већину у насељу.

## Географија
Ново Село је смештено у северном делу Северне Македоније. Од најближег града, Куманова, село је удаљено 15 km јужно.
Ново Село се налази у историјској области Жеглигово, у равничарском крају, на приближно 260 метара надморске висине. Село је смештено у долини реке Пчиње. Западно од села издиже се побрђе Которци, а источно се издиже Градиштанска планина.
Месна клима је континентална са утицајем Егејског мора (жарка лета).

## Становништво
Ново Село је према последњем попису из 2021. године имало 277 становника. Почетком 20. века сеоско становништво су били Торбеши, који су се иселили у Турску. На њихово место су насељени Срби.
Претежна вероисповест месног становништва је православље.
| Национални састав према попису из 2021.‍ | Национални састав према попису из 2021.‍ | Национални састав према попису из 2021.‍ | Национални састав према попису из 2021.‍ | Национални састав према попису из 2021.‍ |
| --------------------------------------- | --------------------------------------- | --------------------------------------- | --------------------------------------- | --------------------------------------- |
|                                         |                                         |                                         |                                         |                                         |
| Срби                                    | Срби                                    |                                         | 182                                     | 65,7%                                   |
| Македонци                               | Македонци                               |                                         | 87                                      | 31,4%                                   |